# Лантратов (хутор)
Лантратов — хутор в Белореченском районе Краснодарского края России. Входит в состав Школьненского сельского поселения.

## Географическое положение
Расположен в 5,6 км от центра поселения и в 16,6 км от районного центра.

## История
Согласно «Списку населённых мест Северо-Кавказского края» за 1925 год Лантратов входил в состав Воронцово-Дашковского сельского совета Белореченского района Майкопского округа Северо-Кавказского края. На тот момент его население составляло 64 человека (30 мужчин и 34 женщины), общее число дворов — 13.
По данным поселенной переписи 1926 года по Северо-Кавказскому краю в хуторе имелось 16 хозяйств, проживало 82 человека (40 мужчин и 42 женщины), все — украинцы.
Решением Краснодарского краевого Совета народных депутатов от 6 июля 1967 № 470 к хутору Лантратов был присоединён снятый с учёта хутор Бабаевский Воронцово-Дашковского сельсовета Белореченского района.

## Население
| 1925 | 1926 | 2002 | 2010 |
| ---- | ---- | ---- | ---- |
| 64   | ↗82  | ↗196 | ↗229 |

## Улицы
- ул. Мира,
- ул. Новосёловская[11].

## Объекты археологического наследия
- Курганы «Лантратов 1», «Лантратов 4», «Лантратов 7», «Лантратов 8»;
- курганные группы «Лантратов 2» (2 насыпи), «Лантратов 3» (4 насыпи), «Лантратов 5» (4 насыпи), «Лантратов 6» (3 насыпи)[12].

## Объекты культурного наследия
- Обелиск в честь земляков, погибших в годы Великой Отечественной войны, 1960 г[12]